# Petrof
Petrof es una casa fabricante de pianos checa, fundada en 1864. 

## Perfil de la empresa
Sus fábricas se encuentran situadas en la ciudad de Hradec Králové en la República Checa. Con más de 150 años, es uno de los fabricantes de pianos más antiguos de Europa (y del mundo) junto con Érard, Bösendorfer, Bechstein o Steinway & Sons. Su fundador fue Antonín Petrof (1839-1915), quien en 1864 presentó su primer piano de cola en Hradec Králové, habiendo marchado desde 1857 hacia Viena para aprender a construirlos en las empresas fabricantes de pianos Heitzman, Ehrbar y Scheweighofer. Durante la mayor parte de su historia la marca ha pertenecido a la familia checa Petrof, aunque en 1948 la fábrica fue nacionalizada y fue hasta 2001 que, tras un largo proceso jurídico, la familia Petrof pudo recuperarla.
Petrof siempre ha sido elogiada por su sonido dulce, delicado y conciso. Ello lo demuestran las alabanzas que le dedicaron pianistas de la talla de Arthur Rubinstein, Arturo Benedetti Michelangeli o Sviatoslav Richter. También ha de hacerse referencia a su pulsación, que posee gran precisión y suavidad. La gran mayoría de sus instrumentos llevan incorporado el sistema alemán Renner en su maquinaria.
El catálogo de instrumentos abarca pianos de cola y pianos verticales destacando el P 284 Mistral (anteriormente catalogado como P I Mistral) y el P 135 K1 respectivamente.
En 2014, para el 150 aniversario de la compañía, Petrof lanza una nueva línea de instrumentos a alto calibre llamados ANT.PETROF en honor a su fundador Antonín Petrof. Esta nueva línea cuenta con tres modelos: dos pianos de cola (AP275 y AP225) y un piano vertical AP136.
En 2016 inicia el proyecto Petrof Art Family, una asociación de pianistas y músicos de renombre que simpatizan con la marca y admiran la calidad de los instrumentos Petrof. Entre sus miembros están Jitka Cechova, Antonio Formaro, Jitka Fowler Frankova, Milan Franek, Matyas Novak, Jan Smigmator y el Dúo Petrof.
Actualmente, Petrof es propietario de las marcas europeas Weinbach y Rösler. Su fama es mundialmente reconocida y destaca por su incansable afán de innovación constante en lo que a la maquinaria de los pianos se refiere. Ha obtenido gran cantidad de premios y certificaciones a nivel mundial que demuestran la gran calidad de la marca. De la misma manera, es de las marcas europeas que más pianos distribuye por todo el mundo, teniendo empresas filiales no sólo en países de Europa, sino también en Estados Unidos. Su actual gerente es Zuzana Ceralová Petrofová.